# Mura di Nicosia
Le Mura veneziane sono una serie di mura difensive che circondano Nicosia, la capitale di Cipro. La prima cinta muraria fu costruita nel medioevo, ma venne completamente ricostruita a metà del XVI secolo dalla Repubblica di Venezia. Le mura sono ancora in gran parte intatte e sono tra le fortificazioni rinascimentali meglio conservate nel Mediterraneo orientale. Sono inoltre una grande attrazione turistica.
Nicosia, come Palmanova in Italia, e La Valletta a Malta, fu un esempio di città ideale del Rinascimento. Ciò era dovuto alle sue fortificazioni e alla sua vita urbana all'interno della città.

## Storia
La prima fortificazione di Nicosia fu un castello costruito nel 1211, durante il periodo dei Lusignano. Pietro I fece costruire una grande torre chiamata Torre Margherita nel 1368. Pietro II fece costruire le prime fortificazioni che circondavano l'intera città e demolì anche la Torre Margherita.
Cipro entrò a far parte della Repubblica di Venezia nel 1489. Sebbene i governatori veneziani della città sottolineassero la necessità di fortificare la città, non si fece inizialmente nulla per migliorare le fortificazioni. La situazione cambiò in seguito al Grande assedio di Malta nel 1565, quando aumentarono i timori di un'espansione ottomana e molti stati cristiani nel Mediterraneo iniziarono a rafforzare le loro fortificazioni.
Nel 1567 i veneziani decisero di fortificare la città e incaricarono gli ingegneri militari italiani Giulio Savorgnan e Francesco Barbaro di progettare le nuove fortificazioni. Le fortificazioni medievali, che gli ingegneri avevano ritenuto inadeguate a difesa della città, furono demolite per far posto alle nuove mura. I veneziani demolirono anche diverse case, chiese e palazzi all'interno della città, oltre a edifici che giacevano fuori le nuove mura, sia per l'acquisizione di materiali da costruzione sia per un più chiaro campo visivo per la difesa della città.
Allo stesso tempo, il fiume Pedieos fu deviato fuori città per proteggere i residenti dalle inondazioni e per riempire il fossato che circondava le nuove mura.
La quarta guerra ottomano-veneziana scoppiò quando le fortificazioni risultavano ancora incomplete. Gli ottomani sotto Piyale Paşa invasero Cipro il 1º luglio 1570 e iniziarono l'assedio di Nicosia il 22 luglio. La città resistette fino al 9 settembre, quando gli ottomani sfondarono le mura del bastione Podocattaro. Gli ottomani uccisero conseguentemente i difensori e catturarono gli abitanti rimanenti.
Dopo la fine dell'assedio, Lala Mustafa Pascià lasciò in città una guarnigione di 4000 soldati e 1000 cavalieri. La città conobbe quindi un costante declino. Anche gli ottomani ripararono le fortificazioni dopo l'assedio, ma all'inizio del XVII secolo erano "violate o decadute" e la città era praticamente indifesa.
La città alla fine iniziò a vivere una rinascita a metà del XIX secolo. Essa era ancora confinata all'interno delle mura quando gli inglesi occuparono Cipro nel 1878. Nel 1879 fu realizzata un'apertura vicino alla Porta di Paphos per facilitare l'accesso all'area circostante. Ulteriori aperture furono realizzate all'interno delle mura nel corso del XX secolo.

## Disposizione

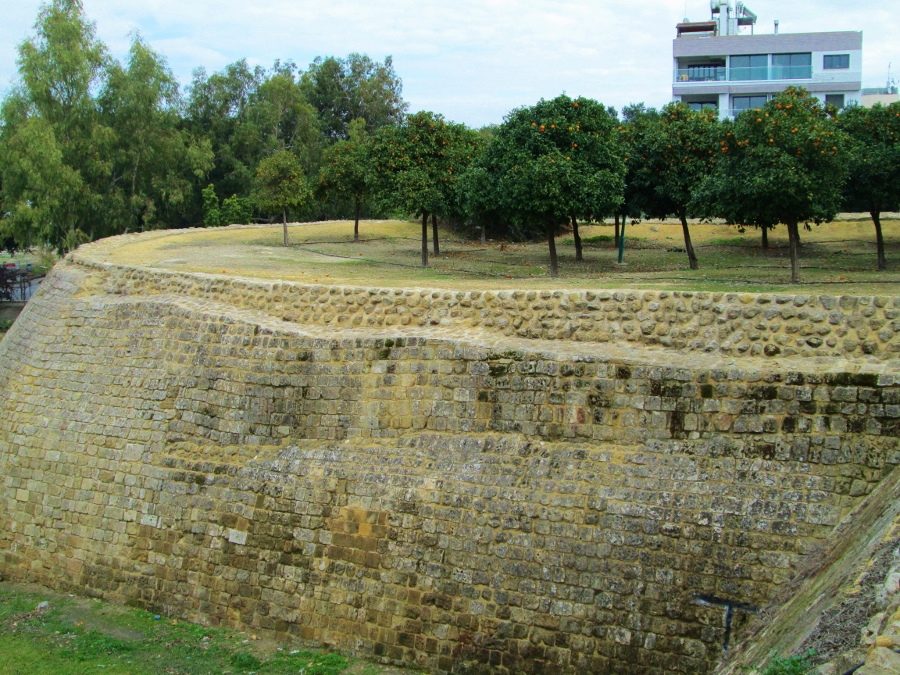
Veduta di parte delle Mura veneziane e dei vicini giardini

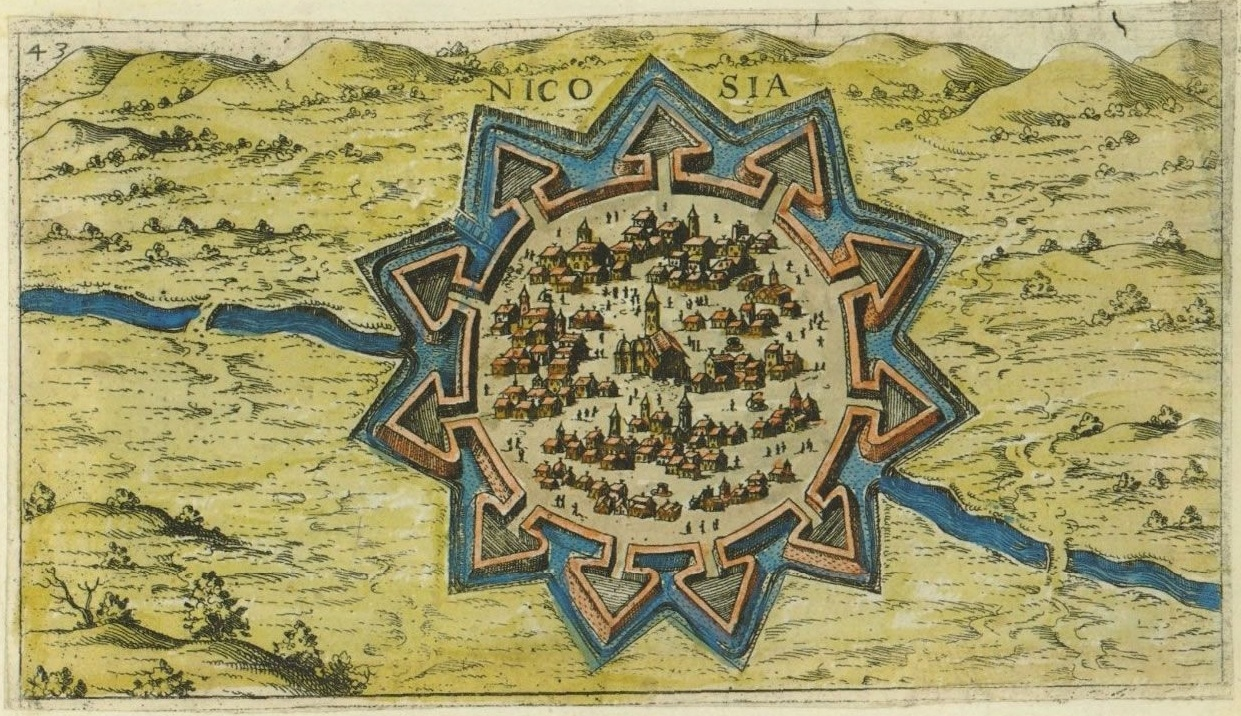
Mappa che mostra Nicosia nel 1597

Le mura veneziane di Nicosia hanno una forma circolare, con una circonferenza di circa 5 km. Le mura contengono undici bastioni pentagonali con orillon tondi, simili ai bastioni di Palmanova. I bastioni prendono il nome da undici famiglie, pilastri dell'aristocrazia italiana del paese, che donarono i fondi per la costruzione delle mura. Gli undici bastioni sono:
- Bastione Caraffa
- Bastione Podocattaro
- Bastione Costanza
- Bastione D'Avila
- Bastione di Tripoli
- Bastione Rocca
- Bastione Mula
- Bastione Quirini
- Bastione Barbaro
- Bastione Loredana
- Bastione Flatro

I bastioni da Caraffa a Tripoli si trovano nella metà meridionale della città, nella Repubblica di Cipro. I bastioni di Rocca a Loredana si trovano nel nord controllato dai turchi, mentre il bastione Flatro si trova nella zona cuscinetto delle Nazioni Unite.
La città ha tre porte:

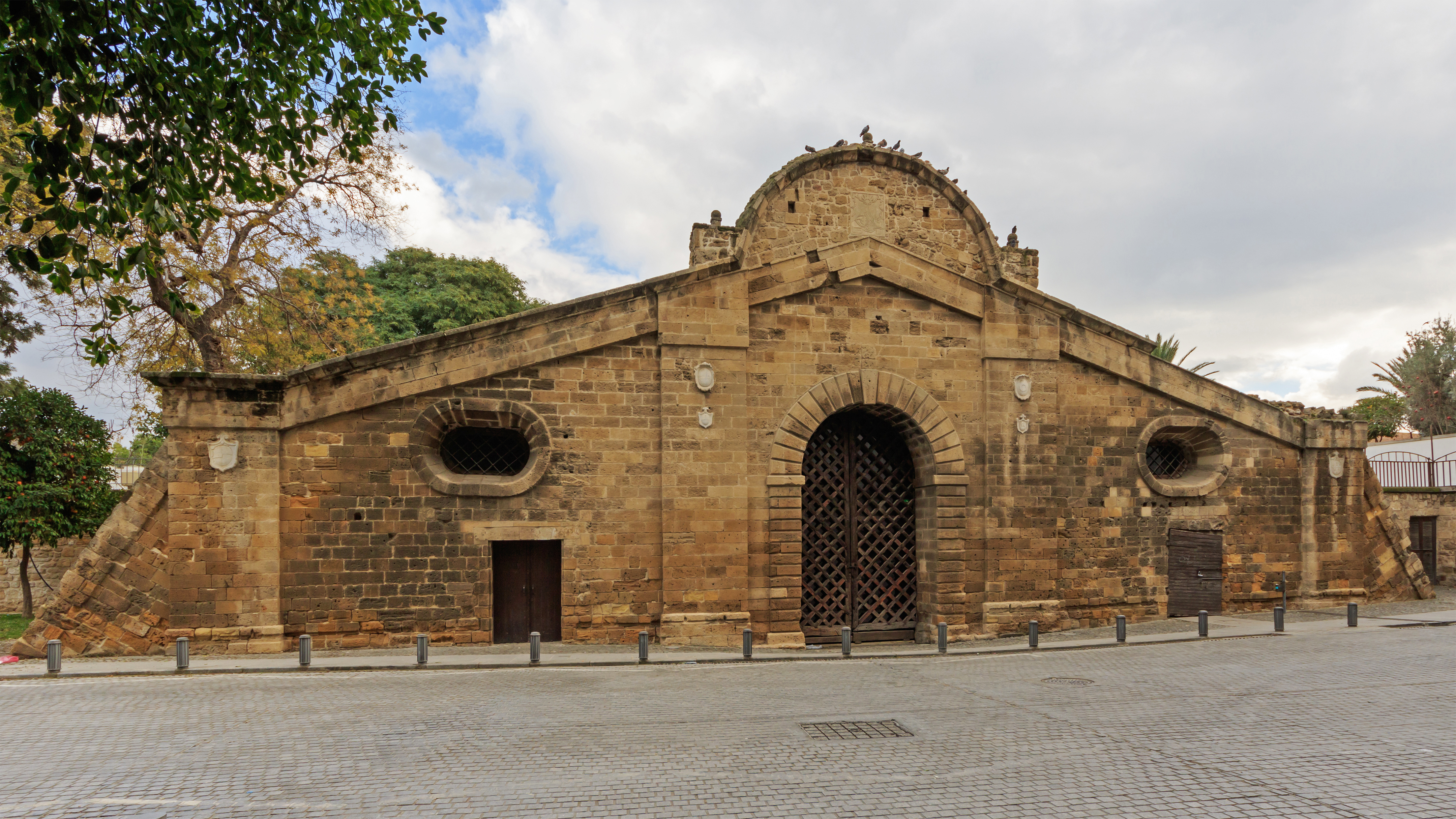
Porta di Famagosta

- Porta di Paphos (Porta San Domenico)
- Porta di Famagosta (Porta Giuliana)
- Porta di Kyrenia (Porta del Provveditore)

Gli esperti hanno considerato le mura un ottimo esempio di architettura militare del XVI secolo. Il loro modello incorpora specifiche tecniche innovative, segnando l'inizio di un'era rinascimentale nella costruzione delle fortificazioni. Queste includono il posizionamento di porte a lato dei bastioni adiacenti, in modo che potessero essere più facilmente protette in tempo di assedio, e lasciare la metà superiore del muro sfoderata con muratura, per aumentarne la capacità di assorbire l'impatto dei colpi di cannone.
Nonostante ciò, le fortificazioni presentavano diverse carenze, principalmente perché erano ancora incomplete quando furono assediate dagli ottomani. I bastioni non hanno piazza bassa o cavalieri e i muri di cortina sono piuttosto bassi rispetto ad altre mura cittadine della stessa epoca come le fortificazioni di Heraklion e le fortificazioni della Valletta. Le fortificazioni mancavano anche di opere esterne.

### Esplicative
1. ↑  La metà delle mura si trova a Nicosia Nord, nella Repubblica Turca di Cipro del Nord. Parti delle mura si trovano anche nella zona cuscinetto delle Nazioni Unite a Cipro.

### Bibliografiche
1. 1 2 3  (EN) Nicosia, su fortified-places.com (archiviato dall'url originale il 12 luglio 2015).
2. ↑  (EN) The fortifications during the Lusignan period: 1192-1489 AD, su nicosia.org.cy (archiviato dall'url originale il 15 luglio 2015).
3. ↑  (EN) The Venetian administration and the new fortifications, su nicosia.org.cy (archiviato dall'url originale il 15 luglio 2015).
4. ↑  (EN) Part four - Nicosia - Walls and Houses, su romeartlover.tripod.com (archiviato dall'url originale il 1º dicembre 2014).
5. ↑  (EN) The new fortifications by Julio Savorgnano, su nicosia.org.cy (archiviato dall'url originale il 15 luglio 2015).
6. ↑  (EN) The construction of the new walls, su nicosia.org.cy (archiviato dall'url originale il 15 luglio 2015).
7. ↑  (EN) The Siege of Nicosia, su nicosia.org.cy (archiviato dall'url originale il 16 luglio 2015).
8. ↑  (EN) Nicosia during the Ottoman period, su nicosia.org.cy (archiviato dall'url originale il 15 luglio 2015).
9. ↑  (EN) Nicosia seen by travelers, su nicosia.org.cy (archiviato dall'url originale il 15 luglio 2015).
10. ↑  (EN) Urban development, su nicosia.org.cy (archiviato dall'url originale il 15 luglio 2015).
11. ↑  (EN) Dragoş Cosmescu, Venetian Renaissance Fortifications in the Mediterranean, McFarland, 9 dicembre 2015,  p. 46, ISBN 978-0-7864-9750-8. URL consultato il 6 maggio 2022.